# أحمد العربي
أحمد بن محمد العربي العياشي مُرب، وعالم، وخطيب، وأديب وشاعر، وأحد طلائع رواد النهضة الأدبية والعلمية في تهامة الحجاز     والمملكة العربية السعودية.   ولد في المدينة المنورة في عام 1323 هـ / 1905م وتوفي عام 1419 هـ / 1999م. وهو ينتمي إلى أسرة علمية دينية احتضنت طفولته النجيبة، وكان والده الشريف محمد العربي العياشي عالما وفقيها ومدرسا في المسجد النبوي حيث كان يلقي دروس النحو والصرف في حلقاته التعليمية.
وأسرة آل العربي تنتنمي إلى الأشراف العلويين العياشة في ينبع النخل، الذين نزح بعض أجدادهم إلى المغرب الأقصى في العصر العباسي، وجدهم : محمد النفس الزكية بن عبد الله بن الحسن بن الحسن بن علي بن أبي طالببن عبد المطلب بن هاشم بن عبد مناف بن قصي بن كلاب بن مرة بن كعب بن لؤي بن غالب بن فهر بن مالك بن قريش بن كنانة بن خزيمة بن مدركة بن إلياس بن مضر بن نزار بن معد بن عدنان.
تعلم وتخرج في المدرسة التحضيرية الأميرية بالمدينة وكان من زملائه: عثمان حافظ، ومحمد حسين زيدان. انتقل إلى مكة والتحق بمدرسة الفلاح المكيّة، وفي عام 1343هـ سافر إلى مصر، حيث التحق بالأزهر الشريف، ونال شهادة ثانوية الأزهر. كان الشريف أحمد العربي من ضمن أول بعثة تعليمية جامعية إلى مصر في العهد السعودي، وكان تضم إلى جانبه: محمد بن أحمد شطا، ولي الدين أسعد، هاشم دفتردار المدني وكان عدد المبتعثين 14 مبتعثا.
في عام 1350هـ تخرج من كلية دار العلوم العليا، وكان من أوائل الحاصلين على شهادة جامعية في تاريخ المملكة العربية السعودية. ثم عاد إلى بلاد الحرمين وعين مدرسا في المعهد العلمي السعودي بمكة المكرمة، وفي عام 1354 هـ صدر أمر ملك البلاد الملك عبدالعزيز آل سعود بتعيينه مديرا لمدرسة الأمراء في الرياض التي قام بتأسيسها، وهي أول مدرسة تنشأ على ثرى نجد ومن تلاميذ الأستاذ أحمد العربي في مدرسة الأمراء أبناء الملك عبد العزيز - الملك خالد، و الملك فهد وأصحاب السمو الملكي الأمراء : سلطان، ومشعل، وعبد المحسن، ومتعب وسلمان، ونايف. عُين عضوا بمجلس الشورى عام 1372 هـ ،وفي عام 1378 هـ عين مديرا عاما للأوقاف.

## حياته العملية
- عُيّن مدرسا بالمعهد العلمي السعودي بمكة المكرمة عام 1350 هـ (الذي تأسس عام 1345هـ)
- عين مدرساً في مدرسة العلوم الشرعية في المدينة المنورة عام 1353 هـ
- عين مديراً لمدرسة الأمراء في الرياض التي قام بتأسيسها، وهي أول مدرسة نظامية تنشأ في نجد عام 1354 هـ
- عين مدير مدرسة تحضير البعثات بمكة عام 1357 هـ
- عين عضو في مجلس المعارف عام 1364 هـ
- عين عضوا بمجلس الشورى السعودي في مكة عام 1372هـ
- عين مديرا عاما للأوقاف عام 1378 هـ

## مؤلفاته
- الأدب الحديث في الحجاز. محاضرة ألقيت في النادي الأدبي بسنغافورة عام 1353هـ .
- كتاب الهجاء الحديث؛ بالاشتراك مع محمد شطا وعمر عبد الجبار.
- الامام الشافعي / الفقيه الأديب .
- الأعمال الشعرية الكاملة - مطبوعات الاثنينية .
- أحاديث إذاعية عن الحضارة العربية